# Hoog struisgras
Hoog struisgras (Agrostis gigantea, synoniemen: Agrostis stolonifera subsp. gigantea en Agrostis nigra) is een plantensoort uit de grassenfamilie (Poaceae). Ook wordt hoog struisgras vaak aangeduid met de botanische naam Agrostis alba. Een probleem hierbij is dat Linnaeus deze naam aan een andere plant heeft gegeven. Ook wit struisgras Agrostis stolonifera wordt wel Agrostis alba genoemd. Er bestaat dan ook veel verwarring bij het gebruik van de botanische naam Agrostis alba.

## Determinatie
Hoog struisgras is een vaste, kruidachtige plant die zoden kan vormen. De plant wordt 40-120 cm hoog en vormt wortelstokken met lichtbruine 5-7 mm brede schubben. De zeer ruwe bladeren zijn tot 8 mm breed , 20 cm lang en het getande tongetje (ligula) is 3-6 mm lang.
Hoog struisgras bloeit in juni tot augustus met 8-25 cm lange pluimen, die ook na de bloei wijd blijven openstaan. De eennervige kelkkafjes, op de nerf zeer ruw, zijn 2,5 mm lang. De aartjes zijn 2-3 mm lang. Het onderste kroonkafje (lemma) is ongenaald, maar ook een kort naaldje vlak bij de top kan voorkomen. Het onderste kroonkafje is ongeveer 2 mm en twee keer zo lang als het bovenste. De gele helmhokjes zijn ongeveer 2 mm lang. De vrucht is een graanvrucht. Hoog struisgras heeft 2n = 42 chromosomen.

### Gelijkende taxa
Hoog struisgras lijkt veel op grote vormen van fioringras. Fioringras vormt echter bovengrondse uitlopers (hoog struisgras vormt deze nooit). Voorts heeft fioringras meestal een korter, minder rafelige ligula en minder brede bladeren.

## Ecologie
Hoog struisgras komt voor op vochtige en eutrofe gronden, in bermen en langs greppels.

## Fotogalerij

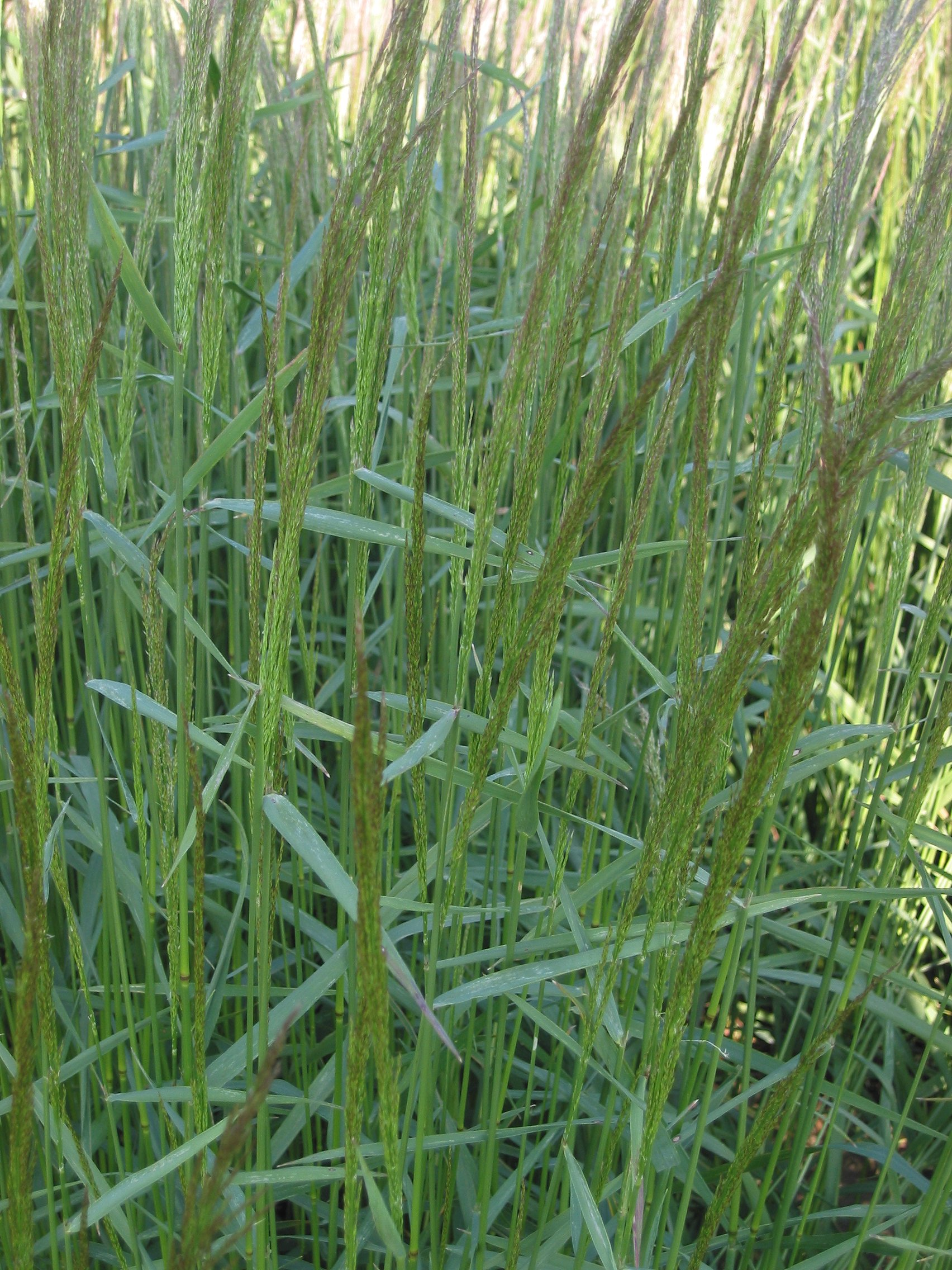
Hoog struisgras
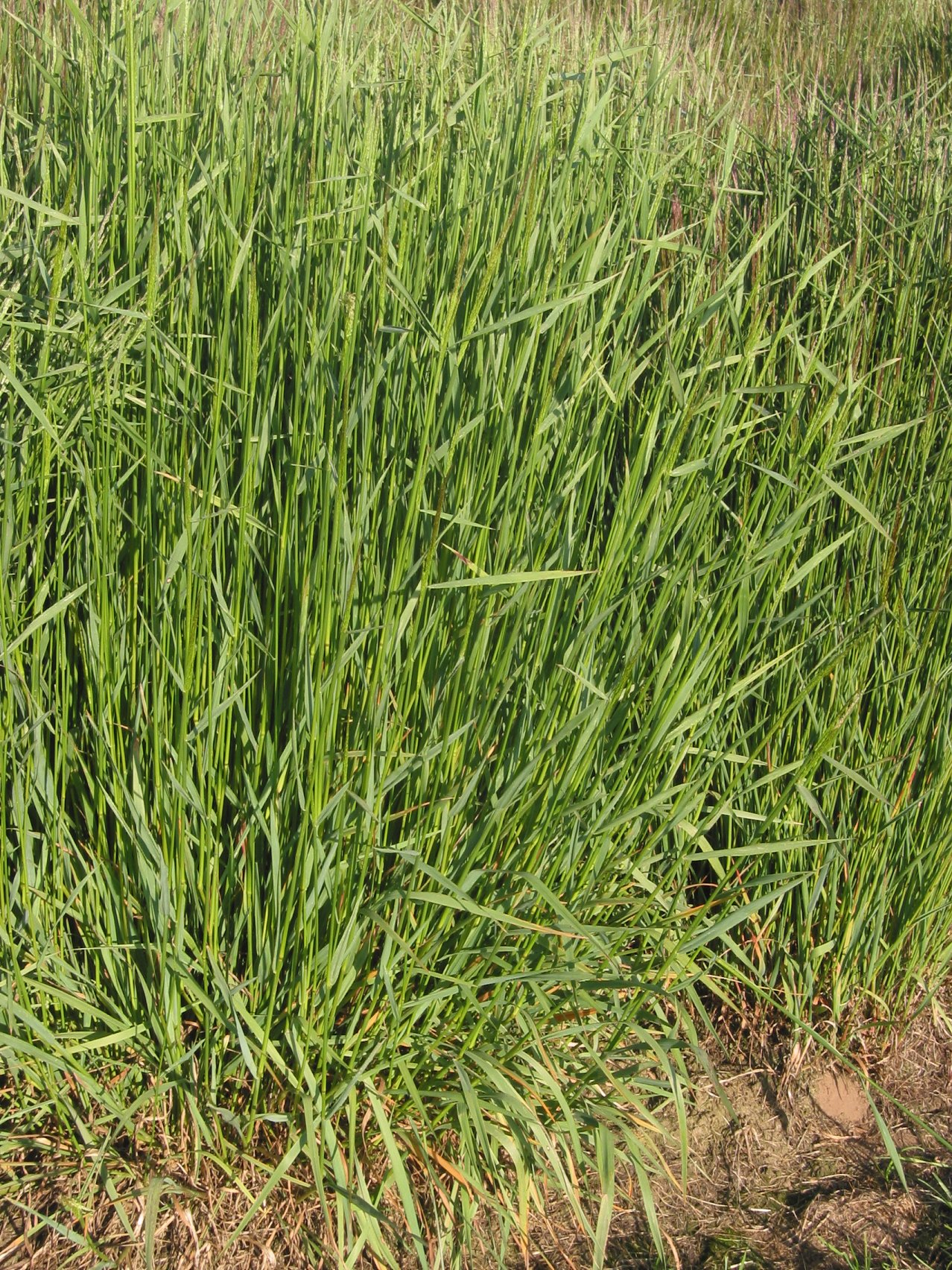
Bloeiende plant
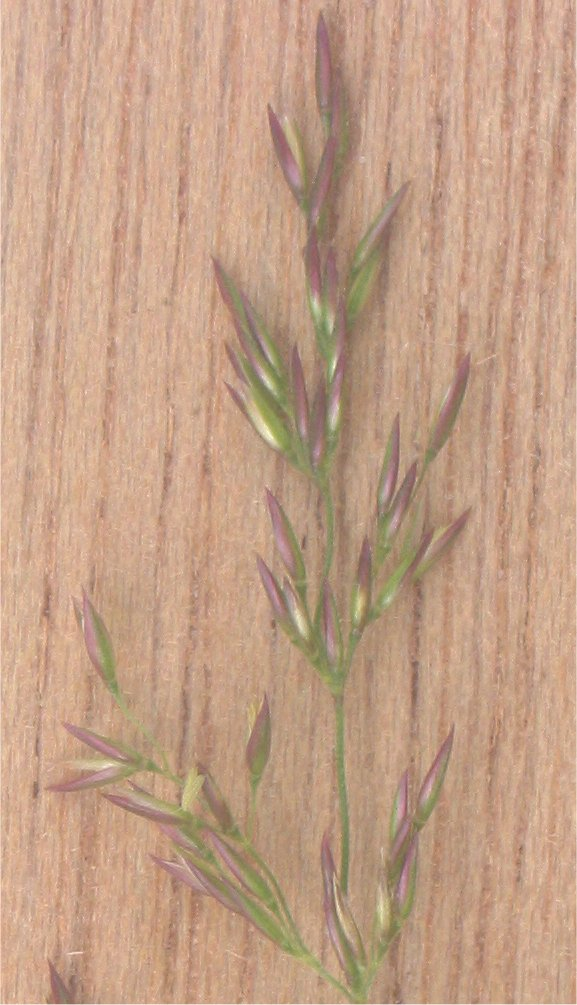
In bloei
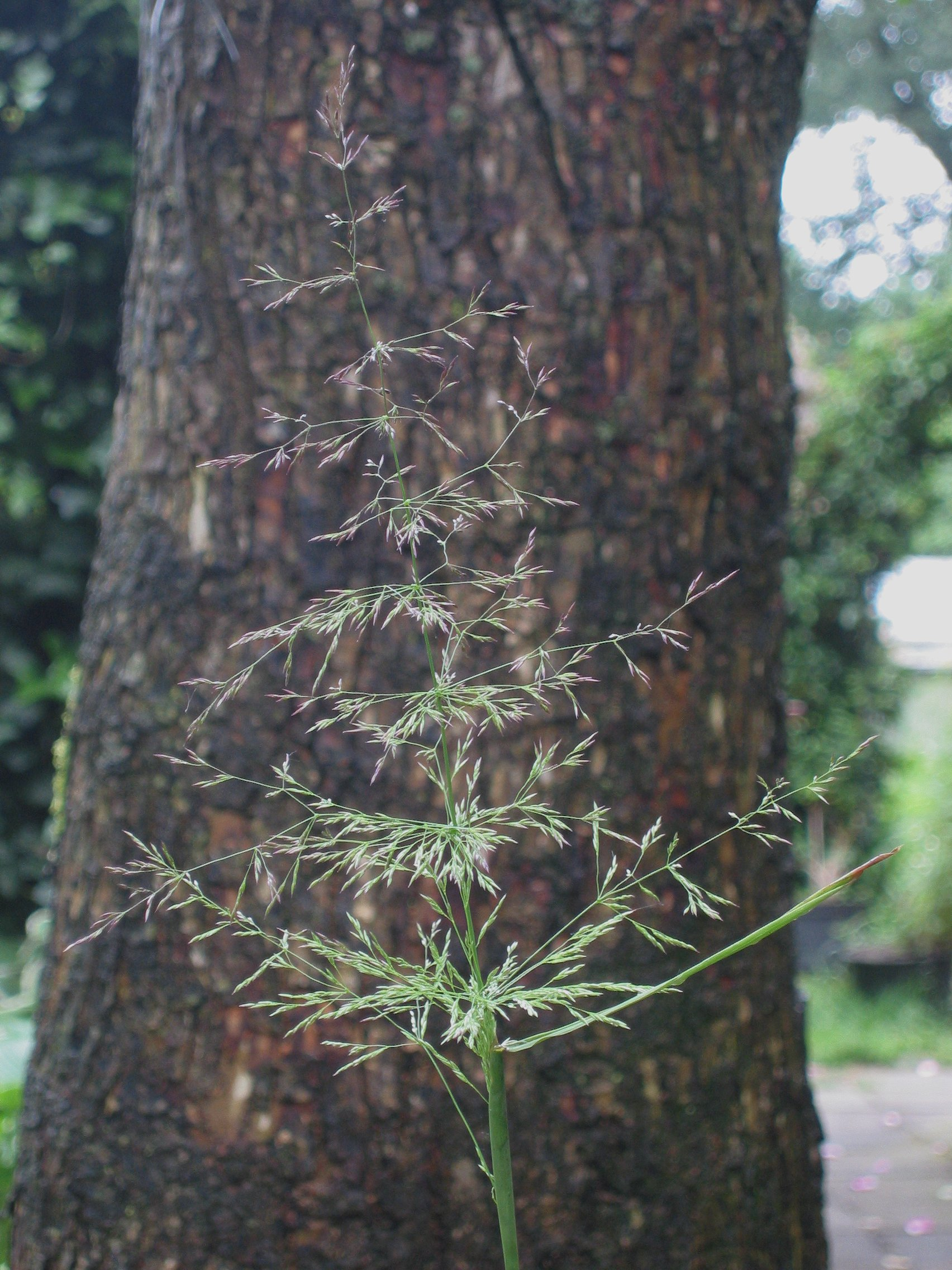
Bloeiwijze
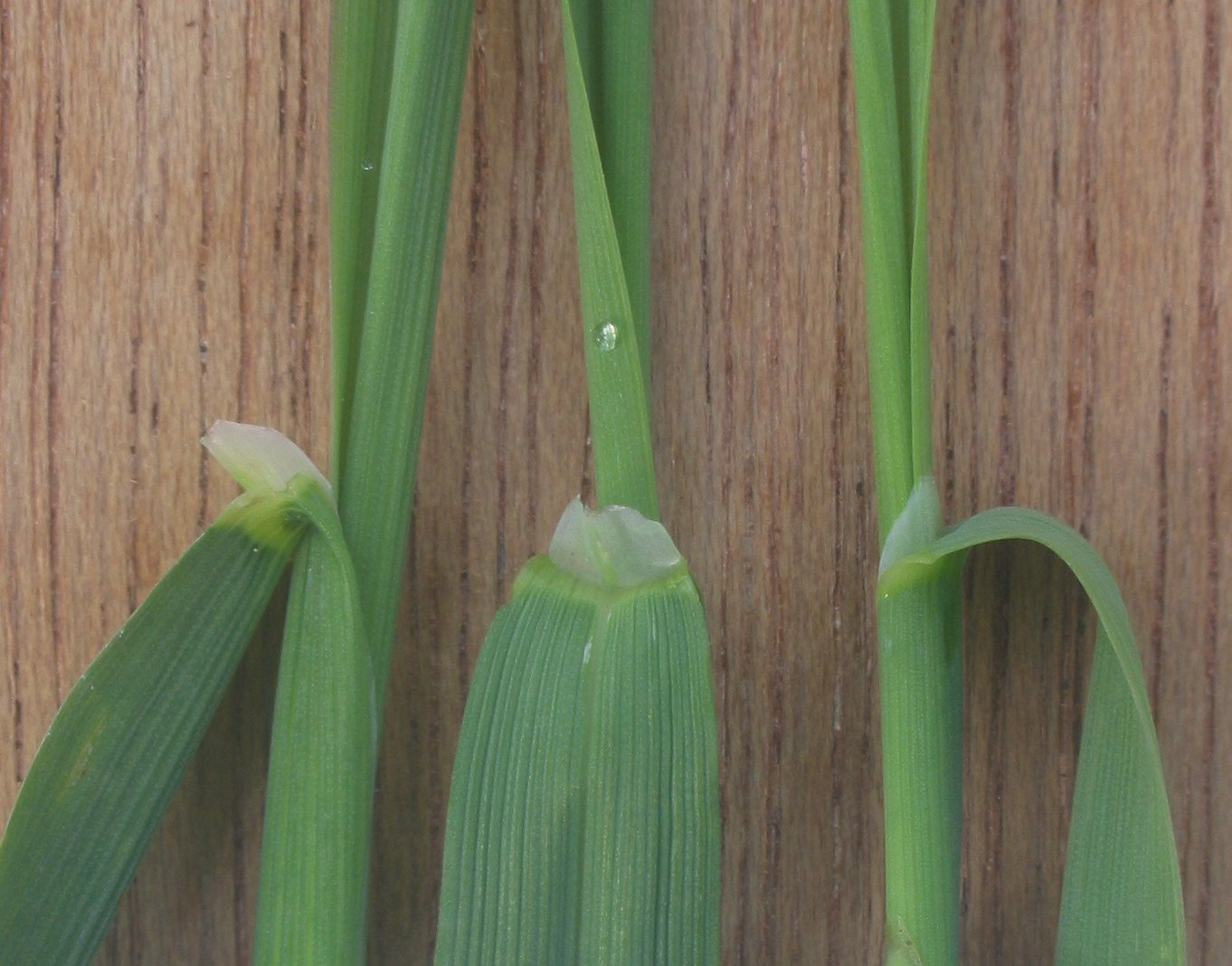
tongetje